# Эннекинг, Джон
Джон Эннекинг (англ. John Joseph Enneking; 1841—1916) — американский художник-импрессионист, член Бостонской школы живописи. 

## Биография
Родился 4 октября 1841 года в городе Минстер, штат Огайо; происходил из немецкой семьи.
Образование получил в колледже Mount St. Mary's College города Цинциннати. Служил в американской армии, был участником Гражданской войны в США в 1861-1862 годах. Затем изучал искусство в Нью-Йорке и Бостоне.
С 1873 по 1876 годы Эннекинг учился в Мюнхене у Schleich и Leier; в Париже у Добиньи и Бонна. В 1878-1879 годах побывал в Нидерландах. За год до смерти в его честь был дан ужин в бостонском отеле Copley Plaza. На мероприятии в 1915 году присутствовало более 1000 человек, и Эннекинг был увенчан лавровым венком победителя, выполненным известным скульптором Сайрусом Даллином.
Умер 16 ноября 1916 года в Бостоне. Похоронен на городском кладбище Fairview Cemetery. Его именем назван бульвар в бостонском Hyde Park.
Эннекинг получил много наград, в том числе на выставках Mechanics Fair (1884), Всемирной выставке в Чикаго в 1893 году, Всемирной выставке в Париже в 1900 году, Панамериканской выставке в Буффало в 1901 году и Всемирной выставке в Сан-Франциско в 1915 году.

## Труды
Джон Эннекинг — художник пленэра; его любимая тема — это ноябрьские сумерки Новой Англии, ранняя весна и поздняя осень, зимние рассвет и вечер.

Некоторые работы
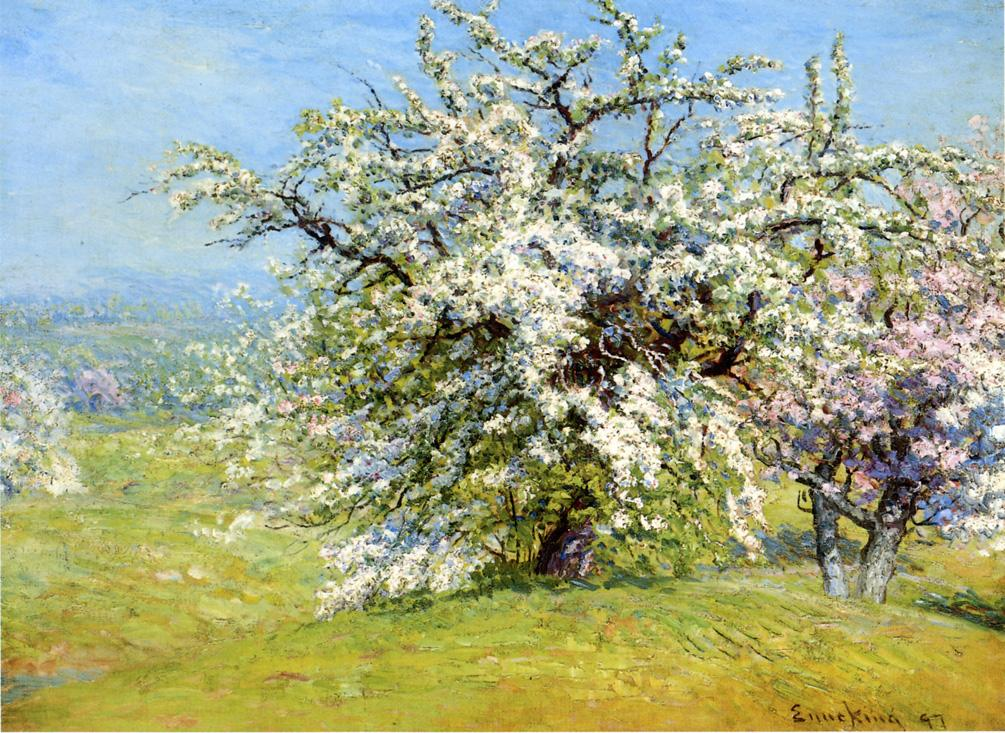
Blooming Meadows
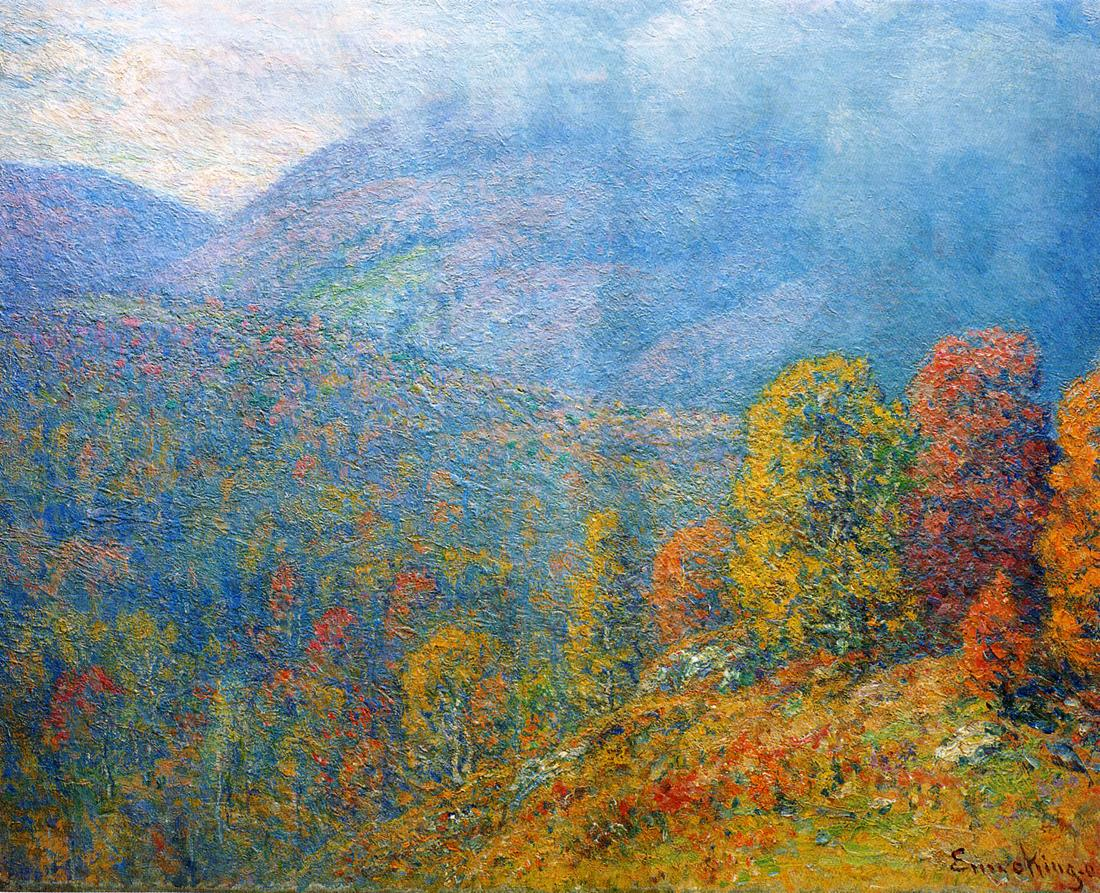
Mountain Landscape
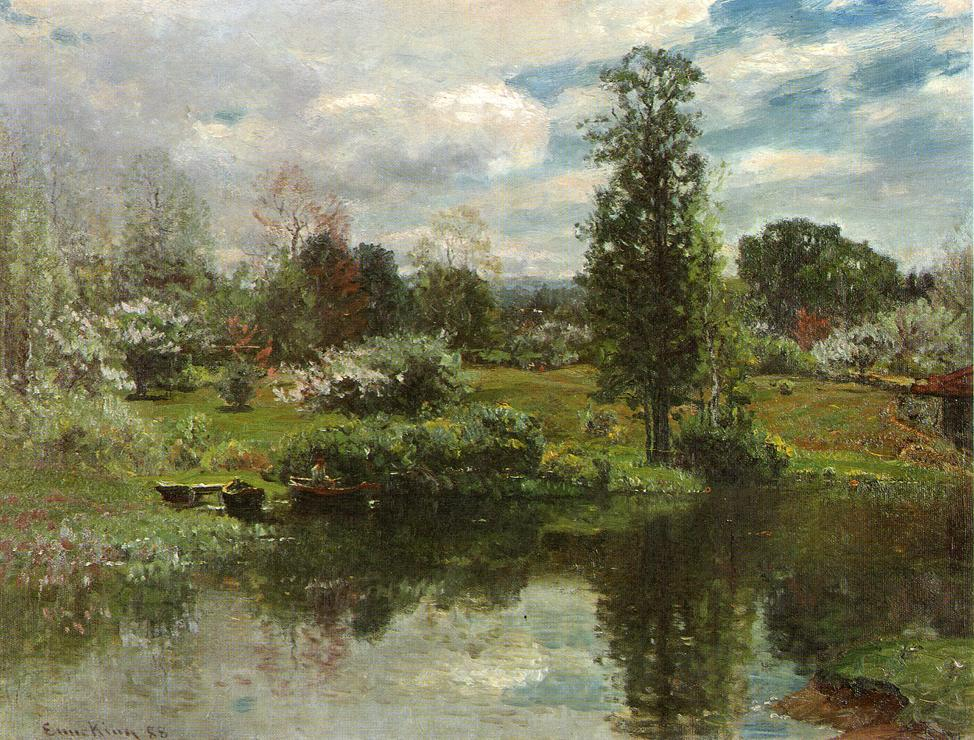
Summer on the Lake